# Xonox
Xonox fue una empresa una división de K-tel Software Inc, era un fabricante estadounidense con sede en Minnesota que se dedicaba a fabricar videojuegos para los sistemas Atari 2600, Colecovision, Commodore 64 y Commodore VIC-20 durante la primera mitad de la década de 1980.

## Historia
Xonox empezó a crear juegos para el Atari 2600 durante el auge de popularidad de esa consola. Xonox intentó capitalizar con la novedad de los "Multicarts ": éstos podían ser insertados en la consola por cualquiera de los dos extremos, cada uno ofreciendo un juego diferente. Diferentes configuraciones de Multicarts se podrían empaquetar el mismo juego con diferentes contrapartes. Xonox, sin embargo, no fue la primera empresa en crear este tipo de cartuchos, siendo Playaround la primera, aunque esta última se dedicaba exclusivamente a los títulos para adultos. Xonox finalmente abandonó esta idea y relanzó sus títulos en cartuchos comunes, así como también algunos títulos nuevos.
Xonox fue una de las pequeñas empresas en quiebra debido a la crisis del videojuego de 1983.

## Juegos publicados

### Cartucho Standard
- Artillery Duel
- Chuck Norris Superkicks
- Ghost Manor
- Motocross Racer
- Robin Hood
- Sir Lancelot
- Spike's Peak
- Tomarc The Barbarian

#### Multicard
- Artillery Duel/Chuck Norris Superkicks
- Artillery Duel/Ghost Manor
- Artillery Duel/Spike's Peak
- Chuck Norris Superkicks/Ghost Manor
- Chuck Norris Superkicks/Spike's Peak
- Ghost Manor/Spike's Peak
- Robin Hood/Sir Lancelot[3]
- Motocross Racer/Tomarc the Barbarian

### ParaColecoVision

#### Cartucho Standard
- Artillery Duel
- Chuck Norris Superkicks
- It's Only Rock n' Roll
- Motocross Racer
- Robin Hood
- Sir Lancelot
- Slurpy
- Tomarc the Barbarian
- Word Feud

#### Multicard
- Artillery Duel/Chuck Norris Superkicks
- Motocross Racer/Tomarc the Barbarian
- Robin Hood/Sir Lancelot

### ParaCommodore 64
- Artillery Duel
- Chuck Norris Superkicks
- Ghost Manor
- Motocross Racer
- Robin Hood
- Sir Lancelot
- Spike's Peak
- Tomarc the Barbarian